# Farniente (album)
Albums de Antoine Tomé
L'Amour titan
(1981) Tous les murs de la ville
(1984)
Farniente, de son titre complet, Farniente - Histoire du soleil et divagations autour de la Lune, Tome 1 bis, est un album d'Antoine Tomé paru en 1982.

## Liste des titres
Tous les titres sont écrits, composés et arrangés par Antoine Tomé excepté le titre La Nana-ouh ! dont les arrangements ont été effectués avec les musiciens.
Face A
| No | Titre                         | Durée |
| -- | ----------------------------- | ----- |
| 1. | Farniente                     | 4:24  |
| 2. | Il était une fois quatre amis | 3:47  |
| 3. | Thé au jardin de la mosquée   | 3:16  |
| 4. | Paris en flammes              | 3:24  |
| 5. | La Route                      | 2:36  |

Face B
| No  | Titre                           | Durée |
| --- | ------------------------------- | ----- |
| 6.  | La Nana-ouh !                   | 3:16  |
| 7.  | Je rendrais les armes           | 4:01  |
| 8.  | Marie-Anne                      | 2:48  |
| 9.  | St-Georges                      | 3:12  |
| 10. | Le Docteur aux grandes oreilles | 3:58  |
| 11. | Hey-ah !                        | 3:22  |

## Musiciens
- Alain Berthe : guitare
- Antoine Tomé : chant, chœurs
- Ariel Tomé : harmonica
- Didier Marty : saxophone
- Elisabeth Valetti : harpe
- François Fatier : claviers
- Jean Mareska : Bell-tree, mâchoire d'âne, tambourin
- Mauricia Platon : chœurs
- Patrick Le Mercier : violon
- Philippe Talet : basse
- Roland Bochot : batterie
- Youval Micenmacher : percussions

L'enregistrement du disque s'est effectué sous la houlette d'Hervé Marignac, l'album a été mixé au studio 30 ainsi qu'au studio Pathé.

## Divers
Le dessin figurant au dos de l'album est d'Antoine Tomé.